# Stamnodes cassinoi
Stamnodes cassinoi är en fjärilsart som beskrevs av Louis W. Swett 1917. Stamnodes cassinoi ingår i släktet Stamnodes och familjen mätare. Inga underarter finns listade i Catalogue of Life.